# L'Enfant à l'épée
 (octobre 2017).
Si vous disposez d'ouvrages ou d'articles de référence ou si vous connaissez des sites web de qualité traitant du thème abordé ici, merci de compléter l'article en donnant les références utiles à sa vérifiabilité et en les liant à la section « Notes et références ».
L'Enfant à l'épée est un tableau réalisé par le peintre Édouard Manet en 1861. L'œuvre représente le probable fils naturel de l'artiste, Léon Koëlla-Leenhoff, déguisé en page de la cour d'Espagne du XVIIe siècle. Léon ne fut jamais reconnu par son père. L'épée trop lourde pour l'enfant pourrait à la fois symboliser le père absent et le secret lourd à garder. 
Le tableau a été réalisé dans l'atelier de la rue Guyot, aujourd'hui rue Médéric.
Typique de la période hispanisante de Manet, le tableau dénote la très forte influence que Diego Vélasquez et Frans Hals avaient sur lui à cette époque.
En 1889, L'Enfant à l'épée, en compagnie d'une autre toile de l'artiste, La Femme au perroquet, intègrent les collections du Metropolitan Museum of Art, devenant ainsi les premières œuvres de Manet à entrer dans une collection muséale.